# کادنزا (موسیقی)

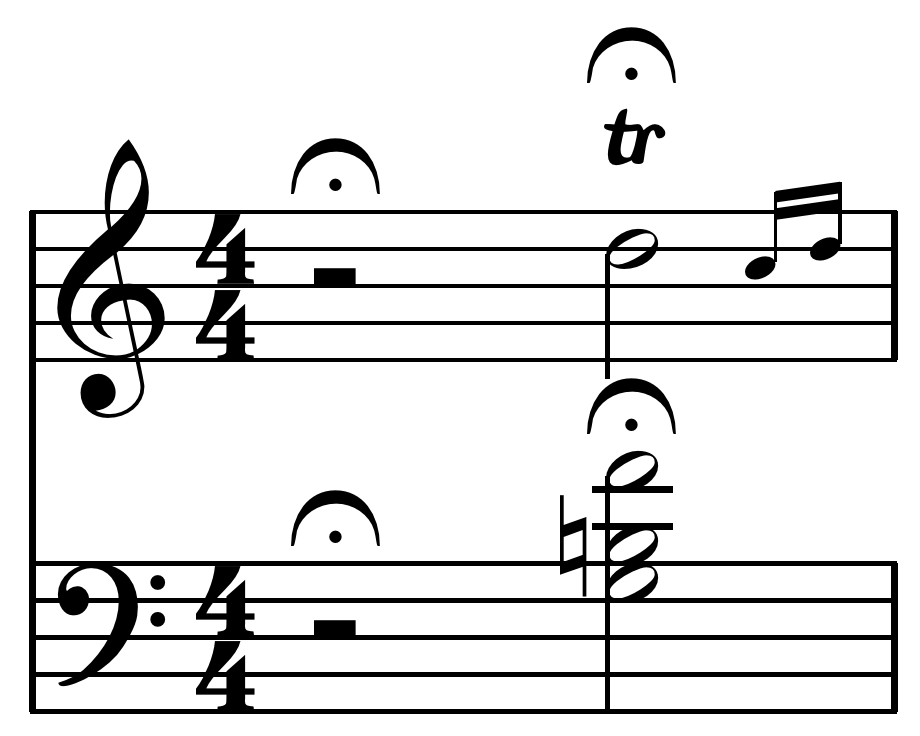
نشان کادنزا از «کنسرتو پیانو شماره ۳» اثر: بتهوون، نماد فرماتا روی سکوت نشان از شروع سکوت و نماد فرماتا روی تریل نشان از شروع کادنزا است.

کادِنزا (ایتالیایی: cadenza) در موسیقی به معنی کادانس یا به‌طور کلی شیوه‌ای انفرادی و بداهه‌پردازانه، یا نوشته شده از پاساژ زینتی با ساز یا آواز است که به صورت تک‌نوازی یا تک‌خوانی و معمولاً در یک ریتمِ آزاد توسط نوازندهٔ چیره‌دست اجرا می‌شود.

## شرح
در مدت اجرای کادنزا، بخش همراهی ارکستر سکوت خواهد کرد و در صورتی دیگر، ارکستر نت یا آکورد را در بستر یک علامت فرماتا حفظ خواهد کرد؛ و بدین ترتیب نماد «فِرماتا» در یک کادنزای بداهه‌دار در تمام قسمت‌ها نشان داده می‌شود. معمولاً کادنزا در فینال قطعه یا اواخر آن در یک بخشِ مهمِ اثر رخ می‌دهد. همچنین می‌توان قبل از کدا آن را مشاهده کرد.

## در کنسرتو

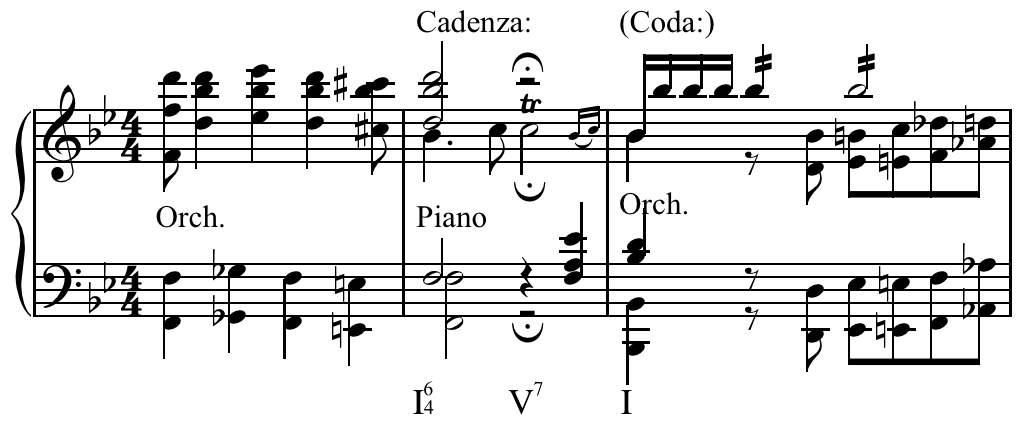
نشان کادنزا در موومان اول کنسرتو پیانو در سی بمل ماژور اثر: موتسارت. (K 595)

اصطلاح «کادنزا» اغلب به بخشی از کنسرتو اشاره دارد که در آن ارکستر اجرا را متوقف می‌کند. در این هنگام سولیست در یک زمان آزاد به تنهایی شروع به نواختن به صورت بداهه یا اجرای نتِ نوشته شده توسط آهنگساز می‌کند.
گاهی اوقات در کادنزا علاوه بر سولیست، شامل قطعات کوچکی برای سازهای دیگر نیز می‌شود. به عنوان مثال در کنسرتو پیانو شماره ۳ اثر سرگئی راخمانینف در جایی است که با یک فلوت تنها، کلارینت و هورن، از آرپژ پیانو استفاده می‌شود.
کادنزا به‌طورِ معمول در نزدیکی پایان موومان اول اتفاق می‌افتد، هر چند که می‌تواند در هر نقطه از یک کنسرتو باشد. به عنوان مثال در کنسرتو پیانو شماره ۱ اثر پیوتر ایلیچ چایکوفسکی، کادنزا در پنج دقیقهٔ اول موومان رخ می‌دهد.
کادنزا در کنسرتو معمولاً بخش استادانه و سخت برای نوازندهٔ چیره‌دست است که طول قطعه را اجرا می‌کند. در پایانِ کادنزا، ارکستر وارد شده و عموماً قطعه را به تدریج یا با کمک تک‌نواز به پایان می‌برد.